# Francisco de Melo, monteiro-mor do Reino
D. Francisco de Melo ( c. 1575 - c. 1652) Monteiro-mor do reino de Portugal, embaixador de El-Rei a França, General de Cavalaria, Governador do Algarve, Comendador de Pinheiro na Ordem de Cristo.
Francisco de Melo, filho de Manuel de Melo, também monteiro-mor, foi dos primeiros quarenta fidalgos que participaram na conjura que deu origem à Revolução do 1 de Dezembro de 1640. Tal como seu irmão, Jorge de Melo, General das Galés, do Conselho de Guerra, foi dos que mais instaram para que D. João, Duque de Bragança, futuro rei se pusesse à frente da insurreição portuguesa, utilizando-se a sua casa de Xabregas (segundo outro texto esta casa pertencia a seu irmão Jorge, residindo ele em Santarém ) para as primeiras reuniões dos conspiradores).

## Mocidade
Entrou em 1607 na Armada das ilhas, conservando-se aí dois anos, e tomando depois parte na "empresa de Larache" e na "Armada da costa de seiscentos e des, sempre com criados a sua custa.
Também em 1624, tal como seu referido irmão, D. Jorge, participou a recuperação da Bahia aos holandeses (Jornada dos Vassalos).

## Esperança
Foi a D. Francisco que o futuro rei, estando em Almada, em 1639, uma tarde disse que ainda não havia ocasião (para a revolução), "e só esta palavra soltou de quantas vezes lhe falaram na matéria; com a qual todos ficaram com esperança, de que algum dia poderiam ver logrado o seu desejo
Quando D. João de Bragança voltou para Vila Viçosa, "os Fidalgos ficaram desconsolados, e quase com a esperança perdida, vendo que se ia sem resolver nada; porém o Monteiro-mor não desistia, dando por cartas notícia do negócio ao Marquês de Ferreira, e rogando-lhe que apadrinhasse este honrado pensamento. O Marquês fazia saber tudo ao futuro El-Rei Nosso Senhor, e procurava todos os meios eficazes para o persuadir."
Ele e seu irmão "correram sempre com muita amizade com o Marquês e com seu Irmão D. Rodrigo de Melo, por razão do grande parentesco que tem com esta Casa; eles eram os que davam aviso de tudo o que os Confederados deliberavam, e do estado das coisas do Reino de Castela, com todas as mais circunstâncias concernentes ao intento".

## Insurreição
O dia da insurreição foi encarregado (segundo algumas fontes, outros textos falam do seu irmão), com Estévão da Cunha, deputado do Santo Ofício, de atacar a guarda espanhola, o que fizeram, matando um soldado e metendo em fuga os outros.

## Embaixada em França
O rei D. D. João IV, logo depois da sua aclamação, nomeou-o embaixador em França, com  o desembargador António Coelho de Carvalho como segundo ministro, como interprete Pêro de Oliveiros, e como secretario Cristóvão Soares de Abreu, além de João Franco Barreto que tendo o cargo de mestre de humanidades dos filhos do monteiro‑mor, em 1640, por obrigações desse cargo, tinha-se visto obrigado a acompanhar a Lisboa os seus discípulos, que vinham beijar a mão ao novo rei de Portugal.
Francisco de Melo ficou tão agradavelmente impressionado pela sua inteligência e erudição, que o escolheu para seu secretário particular, vindo este a escrever a relacão desta embaixada.
D. Francisco de Melo e sua companhia largaram vela de Lisboa na sesta-feira 8 de Fevereiro de 1641, embarcados numa nau inglesa, por nome " Maria João ", chegando à Rochela em 1 de Março.
Aí foi recebido com todas as honras, dirigindo-se depois a Paris, onde chegou em 21 de Março, pela noite. Naquela cidade teve o mais cordial acolhimento de Luís XIII, de Ana de Áustria e do Cardeal de Richelieu.
O embaixador levava ordem para fazer um tratado de aliança com a França, e para aliar ao serviço de Portugal o maior número de oficiais franceses que pudesse.
Tudo lhe facilitou o cardeal de Richelieu, mas teve ao mesmo tempo a habilidade de se escapar a inserir no tratado uma condição indispensável, e cuja falta D. João IV estranhou muito ao seu embaixador. Essa condição era que a França não poderia nunca negociar com a Espanha trégua ou tratado de paz, sem nesse tratado ou nessa trégua se compreendesse Portugal.
A condição não se inseriu, e a França aproveitou essa falta para nos abandonar em 1659, quando lhe conveio fazer com a Espanha o Tratado dos Pirenéus.
Fica claro, segundo Edgar Prestage que era uma condição que Richelieu de qualquer maneira nunca teria assinado.
Voltou para Portugal nesse mesmo ano, com uma armada de militares franceses que vinham ajudar Portugal, embarcando na Rochela em 23 de julho.
Durante essa embaixada, D. Francisco teve a grande tristeza de perder seu filho mais velho, que o acompanhava :
"Estave neste tempo em Paris muy doente de febres malignas Pero de Mello, filho mais velho do Monteiro mór (...) ; e a 24 de Abril, pellas sette horas da menhãa, foy Deos servido, despois de aver tomado os Sacramentos, de o chamar a sy, de idade de vinte annos, com tantos actos de christão que foy hum raro portento".
"Foi, em hum caixão cuberto de veludo carmesi, enterrado na Capella mór de Sam Francisco, em o habito de Sancto. Fizerãose os officios com muita solenidade, e nelles assistirão muitos senhores, parte movidos de sua propria cortesia, e parte mandados por sua Magestade e por sua Eminencia. (...) O Monteiro mór verdadeiramente sentio a morte de seu filho com tanto estremo, que se temeo algum aballo grande em sua saude ; que a vida dos filhos he a alegria de seus progenitores, como pello contrario os mesmos com sua morte fazem que os sobreditos, como faltos da luz dos olhos, fiquem sepultados em huma eterna tristeza. Mas como o que ama deveras ha de atravessar per espadas nuas pello amigo, tendo aviso para ir a Ruel fallar a sua Eminencia, dissimulando a dor que no interno padecia, como tão zeloso do serviço de sua patria e de seu rey, porque ja se offerecera a maior perigos, não quis faltar em o que era obrigação de seu officio e assi foy a Ruel com seu companheiro, onde sua Eminencia, iterando as primeiras honras, tornou a affirmar e confirmar o prometido.

## Alentejo
D. Francisco de Melo regressou ao reino em 1642, e foi logo nomeado general da cavalaria do exército do Alentejo, e tantas simpatias gozava o velho monteiro-mor, que a sua chegada foi considerada uma festa pelo exército onde ia servir, e o general em chefe fez em sua honra uma entrada nas terras espanholas. Nesse posto serviu nas campanhas de 1642 (a incursão a Villanueva del Fresno, 17 de Setembro de 1642), 1643 e 1644, e tomou parte na vitória do Montijo; mas sentindo-se já velho, para um cargo que exigia tanta actividade, pediu a sua exoneração. Indo então governar a província do Algarve, onde não havia campanhas, e retirando-se finalmente para a corte, aqui faleceu.

## Descendência
Tinha casado com Luisa de Mendonça, filha de Pedro de Mendonça Furtado comendador de Mourão, e capitão de Chaúl. com quem teve os filhos seguintes:
- Pêro de Melo, filho mais velho, que acompanhou seu pai a Paris, e là morreu com 20 anos, de "febre maligna", em 24 de Abril de 1641;
- Garcia de Melo, que depois sucedeu-lhe no cargo de monteiro-mor do Reino (batizado em 3 de Novembro de 1623);
- Maria Ana Josefa de Mendonça, que casou com  D. Duarte de Castelo-Branco, 7º Conde de Redondo;
- Isabel de Mendonça, que casou com Francisco de Mendonça Furtado, alcaide-Mor de Mourão;
- Francisca de Mendonça, que casou com  Simão da Cunha;
- Sebastiana de Mendonça, freira no Convento da Esperança, Lisboa;
- Joana de Mendonça, que casou com  D. Francisco Rolim de Moura, 14º senhor de Azambuja.
- Jorge de Melo, capitão de infantaria[5].